# Rio Vjosa
O rio Vjosa (em albanês: Vjosë; em grego: Αώος; romaniz.: Aóos; em latim: Aous) é um rio da Grécia e Albânia. Dos seus cerca de 272 km de comprimento, 80 km são na Grécia. Em parte define a fronteira Albânia-Grécia.
Nasce nos Montes Pindo, norte de Epiro, perto de Vovousa. Flui pelo Parque Nacional Vikos-Aoos, onde forma desfiladeiros impressionantes. Passa em Conitsa, e entra na Albânia perto de Çarshovë. Continua para noroeste por Përmet, Këlcyrë, Tepelenë, Memaliaj, Selenicë e Novoselë. Deságua no Mar Adriático, a noroeste de Vlora. 
Na Antiguidade passava mais a norte, mas devido a um sismo no século IV mudou de leito. Esse sismo e a mudança de curso do rio foram as principais razões para o declínio da antiga cidade de Apolónia.